# Peak Place (Nuevo México)
Peak Place es un lugar designado por el censo ubicado en el condado de Santa Fe en el estado estadounidense de Nuevo México. En el Censo de 2010 tenía una población de 377 habitantes y una densidad poblacional de 111,54 personas por km².

## Geografía
Peak Place se encuentra ubicado en las coordenadas 35°47′28″N 105°56′36″O / 35.79111, -105.94333. Según la Oficina del Censo de los Estados Unidos, Peak Place tiene una superficie total de 3.38 km², de la cual 3.38 km² corresponden a tierra firme y (0%) 0 km² es agua.

## Demografía
Según el censo de 2010, había 377 personas residiendo en Peak Place. La densidad de población era de 111,54 hab./km². De los 377 habitantes, Peak Place estaba compuesto por el 20.95% blancos, el 0.27% eran afroamericanos, el 5.31% eran amerindios, el 0.27% eran asiáticos, el 0% eran isleños del Pacífico, el 70.82% eran de otras razas y el 2.39% pertenecían a dos o más razas. Del total de la población el 89.66% eran hispanos o latinos de cualquier raza.